# Персида Ненадович
Персида Ненадович (серб. Персида Ненадовић), також Персида Карагеоргієвич (серб. Персида Карађеорђевић), ( 15 лютого 1813 —  29 березня 1873) — княгиня-консорт Сербії у 1842—1859 роках, дружина князя Олександра Карагеоргієвича, мати короля Сербії Петра I.

## Біографія
Персида Ненадович народилась 15 лютого 1813 року у Бранковині, на території Валевської нахії Белградського пашалика Османської імперії. Вона була старшою з семи дітей в родині воєводи Єфрема Ненадовича та його дружини Йованки Милованович. Її дідом з батьківського боку був Яков Ненадович, третій голова Урядової ради у 1810—1811 роках, перший міністр іноземних справ Сербії. З материнської лінії її дідом був Младен Милованович, який обіймав новостворену посаду міністра оборони.
На сербських землях від 1804 року тривало повстання проти влади султана. Фактична влада в країні належала вояку Карагеоргію та місцевим воєводам. Після поразки повстання у 1813 році Яков та Єфрем Ненадович з родинами втекли до Росії, як сам Карагеоргій та сім'ї інших сербських старшин. Російський імператор надав сербам дозвіл оселитися у Хотині.
У Сербії залишився один з ватажків повстання, Мілош Обренович, якому вдалося домовитися з турками, а згодом — підняти Друге сербське повстання, яке призвело до створення автономного Сербського князівства у 1817 році. Карагеоргія, який тоді ж повернувся на батьківщину, було вбито за його наказом.

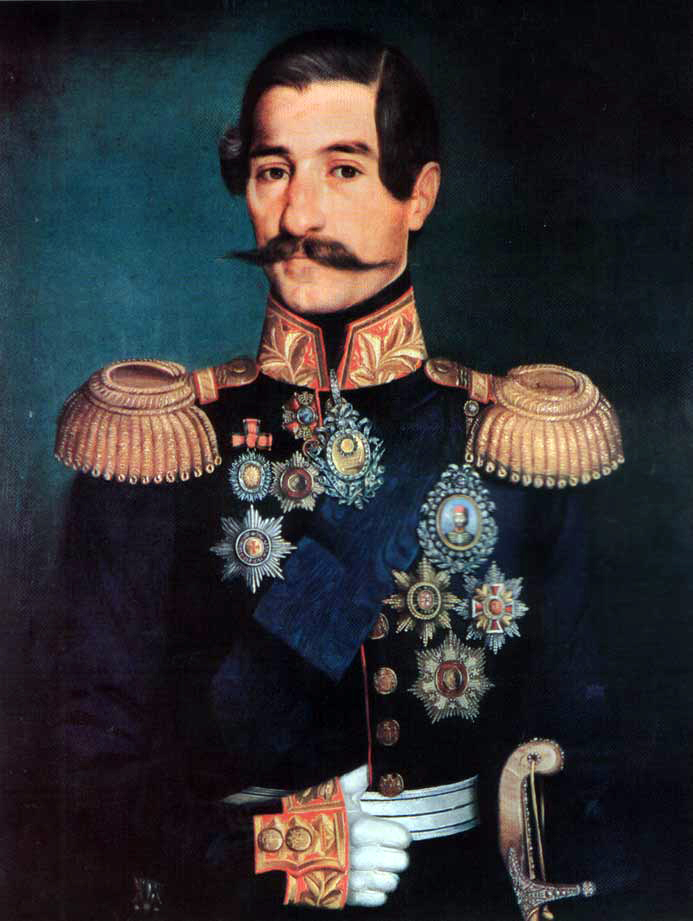
Олександр Карагеоргієвич

Персиду описували як красиву дівчину зі жвавим темпераментом. У 17 років вона вступила в шлюб із наймолодшим сином Карагеоргія, 24-річним Олександром. Наречений служив у російській армії. Весілля відбулося в Хотині 1 червня 1830 року. У шлюбі народила десятеро дітей. 
Наприкінці 1830-х Милош Обренович, бажаючи примиритися з нащадками Карагеоргія, запросив Олександра до Белграда. У 1839 році родина повернулася до Сербії.
Певний час чоловік Персиди був ад'ютантом у князя Михайла. Після повалення влади останнього скупщина обрала Олександра князем Сербії. Туреччина відразу затвердила це призначення.
У 1843 році Олександр отримав будівлю з садом у Белграді для створення князівської резиденції. Це поклало початок створенню першого палацового комплекса у столиці. Будинок було ретельно відремонтовано та розширено, зелені насадження огорожено. Персида займалася наданням саду репрезентабельного вигляду.

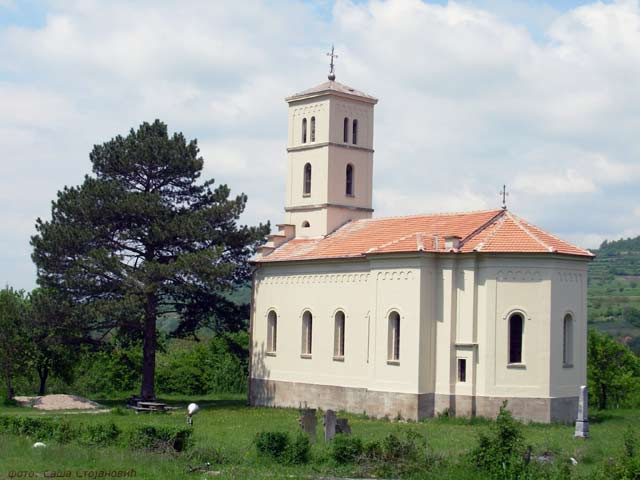
Церква Святого Ілії

Княгиня відкрито підтримувала свого чоловіка, уважно стежила за станом справ та надавала корисні поради. Цікавилася культурою, не забувала про духовне життя. За її ініціативою було започатковане будівництво церкви Святого Ілії поблизу Сокобаня, а у 1856-му вона пожертвувала церкві Вознесіння Господнього в Міоніці дорогоцінний хрест та балдахін.
У 1858 році внутрішньодержавні проблеми призвели до конфлікту Олександра із членами Державної ради, й він був змушений зректися престолу. Родина після цього виїхала до Відня. Також мали володіння у Тімішоарі.
У вигнанні Персида займала безкомпромісну позицію щодо Обреновичів, не бажаючи з ними миритися ніяким чином, у тому числі відкидаючи їдеї щодо шлюбних союзів між їхніми домами.
У 1868 році Олександра звинуватили в участі у вбивстві Михайла Обреновича і угорський суд засудив його до восьми років ув'язнення, які він і відбув. Персида в цей час померла у віці 60 років у Відні.
У 1912 році, за розпорядженням її сина Петра, прах княгині було перевезено до Белграда та перепоховано у мавзолеї Карагеоргієвичей на пагорбі Опленац поблизу Тополи. Там же знайшов спочинок і Олександр Карагеоргієвич.

## Родина
Чоловік — Олександр Карагеоргієвич
Діти:
- Полексія (1833—1914) — була двічі одружена, мала п'ятеро дітей від першого шлюбу;
- Клеопатра (1835—1855) — дружина сербського посла у Стамбулі Мілана Петронієвича, дітей не мала;
- Алекса (1836—1841) — прожила 5 років;
- Светозар (1841—1847) — прожив 6 років;
- Петро (1844—1921) — король Сербії у 1903—1921 роках,[6] був одружений із Зоркою Чорногорською, мав п'ятеро дітей;
- Єлена (1846—1867) — дружина сербського політика Георга Симича;
- Андрій (1848—1864) — прожив 15 років;
- Єлизавета (27 лютого—1 червня 1850) — прожила лише 3 місяці;
- Георг (1856—1889) — одруженим не був, дітей не мав;
- Арсен (1859—1938) — генерал-майор російської армії, був одруженим із княжною Авророю ді Сан-Донато, мав єдиного сина.

## Кіновтілення
- У сербському телевізійному серіалі «Остання аудієнція», який вийшов на екрани у 2008 році, княгиню Персиду Ненадович зіграла Борка Томович.[7]
- У сербському телевізійному фільмі «Князівство Сербія», реліз якого відбувся 10 лютого 2008, княгиню Персиду Ненадович зіграла Міліца Мілша.[8]